# Malopolovețke, Fastiv
Malopolovețke (în ucraineană Малополовецьке) este localitatea de reședință a comunei Malopolovețke din raionul Fastiv, regiunea Kiev, Ucraina.

## Demografie
Componența lingvistică a localității Malopolovețke
     Ucraineană (97,67%)
     Rusă (1,45%)
     Alte limbi (0,08%)
Conform recensământului din 2001, majoritatea populației localității Malopolovețke era vorbitoare de ucraineană (97,67%), existând în minoritate și vorbitori de rusă (1,45%).